# Гамбургский диалект (верхненемецкий язык)
Гамбургский диалект, или ми́ссингш, — верхненемецкий диалект (региолект), распространённый в Гамбурге. В отличие от соседних диалектов, например гольштейнского или шлезвигского, не является нижненемецким в полном смысле слова. Этот диалект сочетает нижненемецкую грамматику с верхненемецким произношением, отчего чаще причисляется к верхненемецкому языку. В этой связи понятия гамбургский диалект нижненемецкого языка и гамбургский верхненемецкий следует различать.
Название «миссингш» (Missingsch) может быть расценено как аналог мейсенскому диалекту (Meißnerisch). По другой версии, название происходит от немецкого Messing, что означает «латунь».